# Taeda aetitis
Taeda aetitis är en fjärilsart som beskrevs av Hans Daniel Johan Wallengren 1863. Taeda aetitis ingår i släktet Taeda och familjen snigelspinnare. Inga underarter finns listade i Catalogue of Life.